# Phylloxiphia vicina
Phylloxiphia vicina là một loài bướm đêm thuộc họ Sphingidae. Loài này có ở Liberia to Nigeria và to Tanzania và Zambia.